# 에두아르 달라디에
에두아르 달라디에(Édouard Daladier, 1884년 6월 18일 ~ 1970년 10월 10일)는 프랑스의 정치인이다. 1933년, 1934년, 그리고 1938년부터 1940년까지 세 차례 프랑스 총리를 역임하였다.

## 생애
에두아르 달라디에는 1884년, 프랑스 보클뤼즈주 카르팡트라에서 태어났다. 후에 그는 두꺼운 목과 넓은 어깨 때문에 "보클뤼즈의 황소" 로 불리었다. 그는 제 1차 세계대전에 참전하였고, 중위까지 승진하고 레지옹 도뇌르 훈장을 수여 받았다.
1919년 급진사회당 당원이되어 하원 의원이 되었다. 후에 1924년, 그는 에두아르 에리오 내각에서 식민지 장관으로 부임했다.
1933년부터 1940년까지 세차례 프랑스 총리를 역임했고, 프랑스 공방전에서 프랑스 항복이후 수용소에 수감되었다가 1945년 구출되었다. 1953년부터 1958년까지 프랑스 의회 하원의원과 아비뇽의 시장으로 지내다가 은퇴하여 1970년 사망하여 페르 라셰즈 묘지에 안장되었다.

## 정치인생 시작과 세차례의 총리 역임
1919년, 그의 정치인생을 시작하여 프랑스 급진당 당원이 되어 보클뤼즈주 의회 하원 의원이 되었다.
1924년, 에두아르 에리오 내각에서 식민지 장관으로 부임하였다.1933년, 그는 알베르 르브륑 대통령 임기하에서 처음으로 총리가 되었다. 비록 9개월 밖에 가지 못한 내각이었지만, 프랑스의 정치 상황을 고려했을 때 이는 비교적 긴편에 속한다.
1934년, 스타비스키 사건으로 카미유 쇼탕 내각이 붕괴하면서 다시 후임 총리가 되었다. 그러나 혼란한 정국을 수습하지 못하고 대규모의 시위로 인해 10일 만에 사임 하였다.
1936년, 그는 레옹 블룸의 인민전선 내각의 국방장관으로 지냈다. 그러나 달라디에가 속한 급진당과 공산당은 서로 대립하고 있었으며, 이로 인해 1937년 내각이 붕괴된다.
그후 차례대로 카미유 쇼탕, 레옹 블룸 내각이 짦게 집권하다가 그 후임 총리로 지명된다. 그리고 1938년 4월 10일부터 1940년 3월 21일까지 프랑스의 72대 총리로써 마지막 총리 역임을 한다.

## 뮌헨의 남자

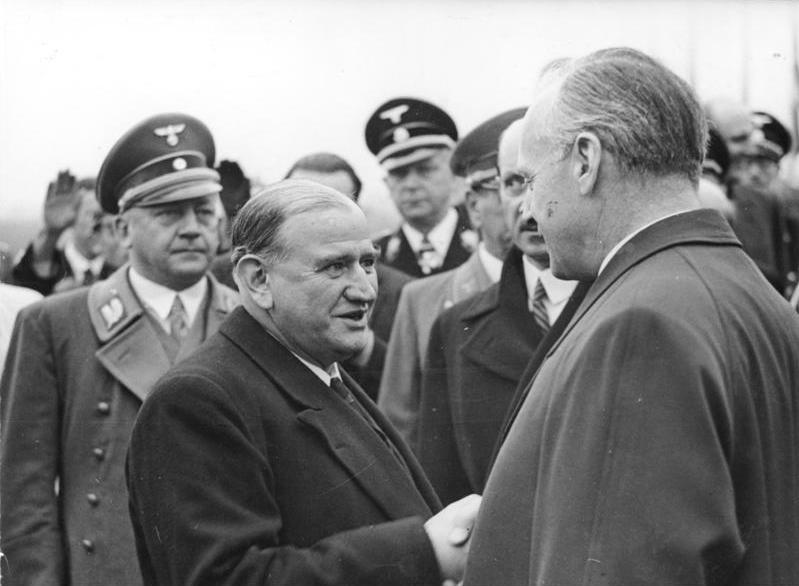
1938년 서명직후의 에두아르 달라디에 총리

## 제 2차 세계 대전
1939년, 독일-소련 불가침 조약 체결되고 겨울 전쟁이 발발하자, 의회내에서 공산당을 해산시킨다. 이런 일련의 과정들때문에 독일의 폴란드 침공 당시,독일에게 석유를 공급하는 소련의 코카서스를 폭격하고 북유럽과 독일간에 철광석 거래를 중단 시키는 것이 계획되었으나, 현실적인 상황과 독일,소련을 적으로 돌리는것을 두려워했던 스웨덴,노르웨이의 거부로 계획은 흐지부지 된다.
1939년 9월 1일 갖은 노력에도 불구하고 독일이 폴란드를 침공하자, 1939년 9월 2일 영불은 독일에게 선전포고 한다. 그러나 제 1차 세계 대전당시 비롯된 독일에 대한 공포심, 그리고 대전당시 엄청난 수의 젊은 인구가 사망함으로써 비롯된 극심한 피해는 프랑스의 적극적인 공세 의지를 상실케 하였으며, 달라디에 본인도 참전자였기에 적극적인 공세를 명령하지 않았다. 이는 이름만 전쟁이고 서로 총성하나 오가지 않는, 이른바 가짜 전쟁으로 이어진다.
1940년 3월 21일, 달라디에는 겨울 전쟁에서의 핀란드 패전과 이를 지원하지 못한 책임을 지고 내각이 총사퇴하였고, 그 후임으로 폴 레노가 지목된다. 그러나 달라디에의 오랜 정적이었지만 권력기반이 취약했던 레노는 도움을 요청하여, 국방장관으로 입각하는 조건으로 폴 레노 내각의 내각 구성원이 된다. 시간이 흘러 프랑스 공방전이 개시되기 직전인 5월 9일, 폴 레노는 연합군 총사령관 모리스 가믈랭을 해임시킬것을 건의 했지만, 달라디에와 가믈랭의 친분으로 무마된다. 이윽고 프랑스 공방전이 개시되고 각지에서 프랑스군이 패전하자, 5월 19일 개각을 단행하여 에두아르 달라디에 국방장관이 해임되어 폴 레노 본인이, 모리스 가믈랭 대신 막심 베이강 장군이 임명된다. 그럼에도 불구하고 프랑스는 항복하였다. 프랑스 항복이후 비시 정권이 출범하자 모로코로 도망치나, 8월 6일 체포되어 구금 되었다. 이후 1943년 5월까지 부헨 발트 강제 수용소에서 수감되었다가, 유명인사와 상류층 인사들이 수용되어 있는 오스트리아 티롤지방에 이터 성에 수용된다. 전쟁 말기 친위대에 의해 처형될 위기였으나 이터 성 전투의 결과 살아남았다.
1945년 리틀성 전투로 구출 되었다. 전후 1958년까지 프랑스 제4공화국 의회 하원의원이었고, 1953년부터 1958년까지 아비뇽의 시장이었다. 그는 샤를 드 골의 제5공화국에 반대하는 입장이였으나, 이후 은퇴하고 1970년 페르 라셰즈 묘지에 안장되었다.

## 같이 보기
- 1934년 2월 6일 위기
- 프랑스 제3공화국